# ماسیمو آگوستینی
ماسیمو آگوستینی (ایتالیایی: Massimo Agostini؛ زادهٔ ۲۰ ژانویهٔ ۱۹۶۴) یک بازیکن فوتبال اهل ایتالیا است.